# Kozel Sörgyár

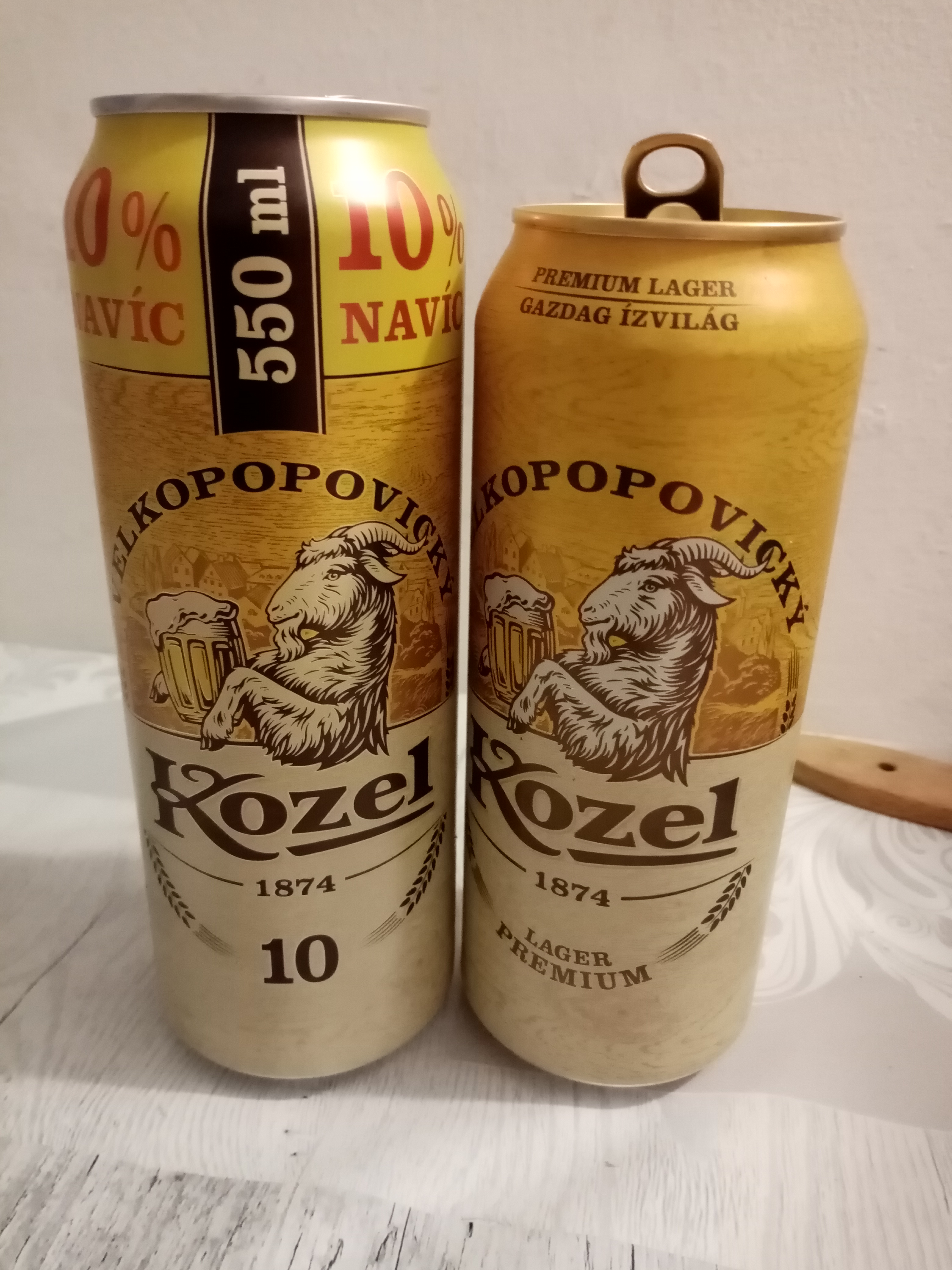
Cseh és magyar Kozel-dobozok

A Prágától délkeletre fekvő Velké Popovice fő nevezetessége a Kozel Sörgyár. Itt készülnek a Magyarországon is forgalmazott Velkopopovický Kozel sörök.

## Története
A faluban már a 16. században üzemeltetett sörfőzdét a Hysrl család; ezt tekintik a mai gyár elődjének. A főzdét a Strahovi kolostor „saját kezelésébe vonta” (alighanem fölvásárolta), majd a 17. században átadta azt a Benedek-rend Óvárosi Szent Miklós kolostorának.
Az egyházi sörfőzésnek 1785-ben II.József rendelete vetett véget. A következő évszázadban több tulajdonosa is volt az üzemnek. A híres kecskés címert egy francia utazó, bizonyos Jean-Baptiste Greuze festette meg — a történet egyik változata szerint azért, mert a napóleoni háborúk alatt Európában csatangoló piktornak nem volt pénze kórházi ellátásának kifizetésére, a másik változat szerint viszont pusztán hálából, amiért a popoviceiek szeretettel fogadták.
1870-ben a híres gyáriparos Franz Ringhoffer II., Smíchov korábbi polgármestere vásárolta meg. A régi főzdét lebontatta, és a helyébe a legmodernebb technológiával felszerelt sörgyárat épített. Az új gyárban 1874-ben csapolták az első sört, ez a Kozel újkori történetének első jelentős dátuma. Az első sörfőzőmester Přemysl Ruzička volt. 1875-ben már 18 000 hektolitert főztek, az 1902-es rekonstrukció után pedig már több mint évi 90 000 hl-t. A termelés mindkét világháború alatt visszaesett, de a Kozel mindkétszer gyorsan visszanyerte népszerűségét.
Az államosítás után a Kozel a Csehszlovák Söripari Vállalatok Trösztjének része lett, ennek ellenére sikerült megőrizni sajátos karaktrrét, és (a Prazdroj, a Budvar és a Staropramen mellett) az egyik legnagyobb számban gyártott cseh sörmárka maradt, amit időnként Magyarországra is exportáltak.
1991-ben a visszanyerte önállóságát, és a következő évben 325 millió korona törzstőkével részvénytársasággá alakult. Az 1994-ben már 931 ezer hektoliter sört csapoltak. 1995-ben a részvények többségét a Radegast Sörgyár vásárolta fel, majd 1999-ben a Plzeňský Prazdroj a Radegasttal együtt a Kozelt is bekebelezte — ez a fúzió az oka annak, hogy a Prazdrojt csapoló prágai kocsmákban általában Kozel barna sört kínálnak.
A gyár 1999-ben ünnepelte alapításának százhuszonötödik évfordulóját. Termelése 2002. novemberében Josef Skatch serfőzőmester szakmai irányítása alatt átlépte az évi egymillió hektolitert;  1874 óta több mint ötvenmillió hektoliter sört főztek. A Kozel sötétebb változata a legnépszerűbb barna sör Csehországban, bár ebben jelentős szerepet játszik, hogy olcsóbb, mint a barna Budweiser és a černé Krušovice.
2002-ben több más cseh sörgyárral együtt felvásárolta a dél-afrikai SABMiller (SAB) konszern, majd 2016-ban eladta ezeket a gyárakat a japán Asahi Breweries holdingnak.
A sör mintegy tizedét exportálják. Ennek többségét európai országokba, de egy keveset az USA-ba is.

## Külföldi gyártás
Licensz alapján gyártanak Kozelt Szlovákiában, Oroszországban, és 2005 óta Magyarországon, a Dréher Sörgyárak Zrt.-nél is (ezt ugyanaz a SAB konszern vásárolta fel, mint a Kozelt).

## Környezete
A gyár mellett nívós vendéglő és szuvenírbolt fogadja a látogatókat; a Velkopopovická Kozlovna vendéglőben a sörök szűretlen változatai is kaphatók.
A gyár kabalaállatát, a bakkecskét hagyományosan Oldának hívják. A 2020-as évek elején két bak — Olda-1 és az Olda-2 — lakik a gyár a gyár területén berendezett kifutóban. Rendszeresen sétáltatják őket.